# الفيلق الجوي الملكي
الفيلق الجوي الملكي (بالإنجليزية: Royal Flying Corps) اختصارًا: (بالإنجليزية: RFC) كان الذراع الجوي للجيش البريطاني أثناء الحرب العالمية الأولى، حتى اندمج مع الخدمات الجوية للبحرية الملكية في 1 أبريل 1918 لتشكيل سلاح الجو الملكي. خلال الجزء الأول من الحرب، قام الفيلق الجوي الملكي بدعم الجيش البريطاني، من خلال التعاون مع سلاح المدفعية والاستطلاع التصويري.

## التاريخ
تأسس الفيلق الجوي الملكي، في الأول من أبريل عام 1912 كوحدة تابعة للجيش البريطاني، ليكون مسؤولًا عن العمليات الجوية والاستطلاع الجوي والدعم التكتيكي للقوات البرية. لعب دورًا كبيرًا خلال الحرب العالمية الأولى، خصوصًا في جمع المعلومات الاستخباراتية من الجو، وتوجيه نيران المدفعية، وشن الغارات الجوية على مواقع العدو.
ومع تطور الحرب وتزايد أهمية القوة الجوية، توسع الفيلق بشكل كبير، حيث بلغ عدد طائراته حوالي 3300 طائرة بحلول عام 1918. وفي الأول من أبريل 1918، تم دمج الفيلق الجوي الملكي مع الخدمة الجوية التابعة للبحرية الملكية لتشكيل سلاح الجو الملكي البريطاني (RAF)، ليصبح أول قوة جوية مستقلة في العالم.

## التنظيم
كان الفيلق الجوي الملكي يتكون من قسمين رئيسيين: القسم الجوي والقسم الأرضي. تولّى القسم الجوي المهام العملياتية من طيران واستطلاع، بينما تولّى القسم الأرضي الشؤون الإدارية والصيانة والدعم اللوجستي. تم تنظيم الوحدات الجوية في أسراب (Squadrons)، وكان لكل سرب مهام محددة مثل الاستطلاع الجوي أو الدعم الناري أو التصوير الجوي.
وفي عام 1915، أُنشئت “هيئة تدريب الطيارين”، لتأهيل الأفراد الجدد، ووضعت معايير لتراخيص الطيران العسكري، ما ساهم في تحسين أداء الطيارين على الجبهات.

## المعدات
اعتمد الفيلق الجوي الملكي في بداياته على طائرات خفيفة ذات أجنحة مزدوجة مثل:
- طائرة B.E.2: للاستطلاع والتصوير.
- طائرة Sopwith Camel: للقتال الجوي.
- طائرة RE8: للمهام التكتيكية.
- طائرة Bristol F.2 Fighter: كمقاتلة ثنائية المقعد.

كما استخدم الفيلق معدات للتصوير الجوي، وأجهزة لاسلكية بدائية لنقل الرسائل من الجو، بالإضافة إلى قنابل خفيفة الوزن تُلقى يدويًا في المراحل الأولى من الحرب.